# Viva Tour: en vivo
Viva Tour: en vivo es el segundo álbum en vivo de la cantante mexicana Thalía. Fue lanzado a la venta el 12 de noviembre de 2013 en Latinoamérica y el 11 de marzo de 2014 en Estados Unidos.
El álbum fue grabado el 26 y 27 de abril de 2013 en el Auditorio Nacional en la Ciudad de México como parte de su segunda gira musical Viva! Tour.
A modo de promoción, el 29 de octubre de 2013 fue lanzado el primer sencillo del álbum, «La apuesta» junto al cantante mexicano Erik Rubín.  El mismo día fue lanzado el video musical grabado en vivo en el Auditorio Nacional. El sencillo se colocó en el primer puesto de la lista en España. El sencillo logró certificación de oro por parte de AMPROFON, al igual que el disco.

## Lista de canciones
- Edición estándar

| Viva Tour: en vivo - CD |                                                                           |                                                       |          |  |
| N.º                     | Título                                                                    | Escritor(es)                                          | Duración |  |
| 1.                      | «Atmósfera»                                                               | Thalía, Silvio Donizeti Rodrigues y Guiliano Matheus. | 4:31     |  |
| 2.                      | «Qué será de ti»                                                          | Antonio Marcos y Mario Marcos                         | 4:40     |  |
| 3.                      | «Tómame o déjame»                                                         | Juan Carlos Calderón                                  | 3:38     |  |
| 4.                      | «Habítame Siempre»                                                        | Mario Domm María Bernal                               | 4:10     |  |
| 5.                      | «Medley: ¿Cómo? / Enséñame a vivir»                                       | Thalía y Leonel García / Reyli Barba                  | 6:19     |  |
| 6.                      | «Con los años que me quedan» (con Leonel García, Samo y Jesús Navarro)    | Emilio Estefan y G. M. Estefan                        | 4:53     |  |
| 7.                      | «No soy el aire»                                                          | Miguel Luna                                           | 5:41     |  |
| 8.                      | «Hoy ten miedo de mí»                                                     | Fernando Delgadillo                                   | 3:20     |  |
| 9.                      | «Manías»                                                                  | Raúl Ornelas                                          | 3:52     |  |
| 10.                     | «Mujeres» (Con María José)                                                | Ricardo Arjona                                        | 3:12     |  |
| 11.                     | «Equivocada»                                                              | Maria Bernal y Mario Domm                             | 4:12     |  |
| 12.                     | «Medley Novelas: Quinceañera / Rosalinda / Marimar / María la del barrio» | Timbiriche / Kike Santander / Paco Navarrete          | 7:37     |  |
| 56:05                   |                                                                           |                                                       |          |  |

- DVD

| Viva Tour: en vivo - DVD |                                                                                    | |          |  |
| N.º                      | Título                                                                             | Escritor(es) | Duración |  |
| 1.                       | «Atmósfera»                                                                        | Thalía, Silvio Donizeti Rodrigues y Guiliano Matheus.                                                                          | 4:31     |  |
| 2.                       | «Qué será de ti»                                                                   | Antonio Marcos y Mario Marcos                                                                                                  | 4:40     |  |
| 3.                       | «Tómame o déjame»                                                                  | Juan Carlos Calderón | 3:38     |  |
| 4.                       | «Habítame Siempre»                                                                 | Mario Domm María Bernal | 4:10     |  |
| 5.                       | «Medley: ¿Cómo? / Enséñame a vivir»                                                | Thalía y Leonel García / Reyli Barba                                                                                           | 6:19     |  |
| 6.                       | «Con los años que me quedan» (con Leonel García, Samo y Jesús Navarro)             | Emilio Estefan y G. M. Estefan                                                                                                 | 4:53     |  |
| 7.                       | «No soy el aire»                                                                   | Miguel Luna | 5:41     |  |
| 8.                       | «Hoy ten miedo de mí»                                                              | Fernando Delgadillo | 3:20     |  |
| 9.                       | «Manías»                                                                           | Raúl Ornelas | 3:52     |  |
| 10.                      | «Mujeres» (Con María José)                                                         | Ricardo Arjona | 3:12     |  |
| 11.                      | «Equivocada»                                                                       | Maria Bernal y Mario Domm | 4:12     |  |
| 12.                      | «Medley Novelas: Quinceañera / Rosalinda / Marimar / María la del barrio»          | Timbiriche / Kike Santander / Paco Navarrete                                                                                   | 7:37     |  |
| 13.                      | «La apuesta» (Con Erik Rubín)                                                      | Beatriz Herraiz y Thalía |          |  |
| 14.                      | «Medley NY: No me enseñaste / Tú y yo / Entre el mar y una estrella / Piel morena» | Estéfano y Julio C. Reyes / Estéfano y Julio C. Reyes / Marco Flores / Kike Santander                                          |          |  |
| 15.                      | «Amor a la mexicana»                                                               | Mario Pupparo |          |  |
| 16.                      | «Medley Hits: Seducción / ¿A quién le importa? / Arrasando»                        | Thalía, Estéfano y José Luis Pagán / Carlos Berlanga y Nacho Canut / Thalía, Emilio Estefan, Lawrence P. Dermer y Robin Dermer |          |  |

## Charts y certificaciones

### Semanales
| País   | Chart    | Lista           | Mejor posición |
| 2013   | 2013     | 2013            | 2013           |
| ------ | -------- | --------------- | -------------- |
| México | AMPROFON | Top 20 Álbumes  | 7              |
| México | AMPROFON | Top 100 Álbumes | 8              |

### Certificaciones
| País   | Organismo certificador | Certificación | Ventas certificadas | Ref.                 |
| ------ | ---------------------- | ------------- | ------------------- | -------------------- |
| México | AMPROFON               | 2× Oro        | 60 000              | [ 17 ] [ 18 ] [ 19 ] |

## Créditos y personal
Créditos por Viva Tour en vivo:

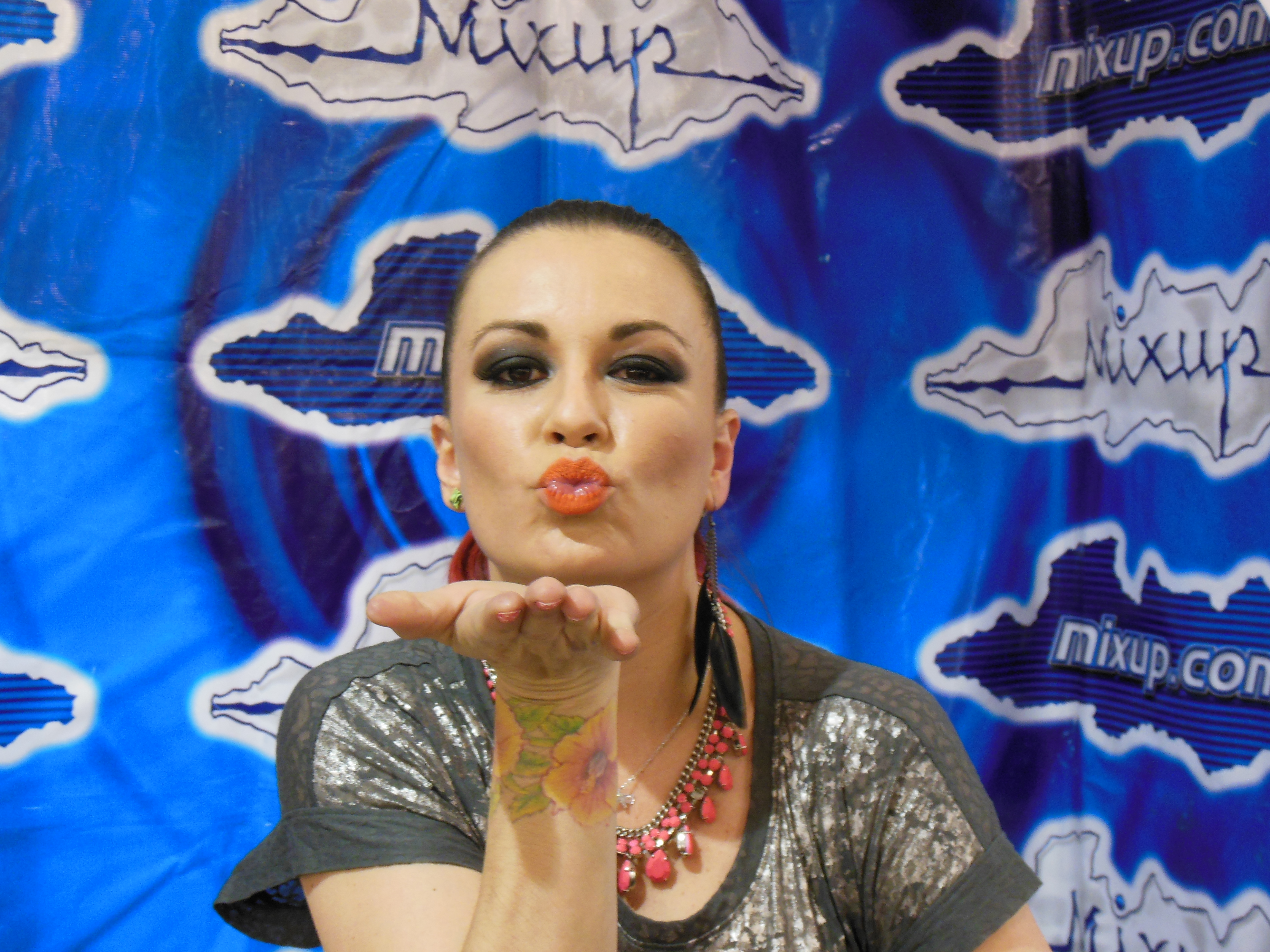
La cantante mexicana María José interpretó junto a Thalía el tema «Mujeres».

- Eduardo Del Águila - Ingeniería de sonido
- Leonardo Aguilar	- Diseño de iluminación
- Álvaro Dávila Alanis - Compositor
- María Alexandra - Compositora
- Carolina Contreras Anton	- Asistente de ingeniería
- Chris Apostle	- Coordinación del Tour
- Anthony Aquilato	- Coordinación de escenario
- José Aranda	- Coordinación de producción
- Ricardo Arjona - Compositor
- Pablo Arraya	 - Pro-Tools, diseño de sonido
- Reyli Barba - Compositor
- Ricardo Becerril	- Video
- Maria Bernal	- Compositora
- Steve "Chopper" Borges	- Coordinación de producción
- Juan Carlos Calderón	- Compositor
- Roberto Cruz	- Producción de escenario
- Isabel de Jesús - A&R
- Fernando Delgadillo- Compositor
- Mario Domm	- Compositor
- Paul Forat	- A&R
- Pedro Daniel Torres Franco	- Ingeniero de monitor
- Charlie Garcia	- A&R
- Samo - Artista invitado
- Leonel García -	Compositor, artista invitado
- Javier Garza	- Coreógrafo
- Mark Giancola	 - Coordinación de producción
- Mario Sebastian Guini	 - Guitarra, director musical
- Guillermo Mendez Guiu	 - Compositor
- Jorge Hernández	- Iluminación
- Gonzalo Herrerias	- A&R
- Alejandro Islas - Mánager de escenario
- Nora Jacobs	- Asistente
- María José	- Artista invitada
- Emma Lewis	 Hospitality
- Juan José Cuevas López - Asistente de producción
- Miguel Luna	- Compositor
- Antonio Marcos - Compositor
- Iñaki Marcos	- Coordinación de escenario
- Mário Marcos - Compositor
- Gustavo Mata	- Coreógrafo
- Giuliano Matheus - Compositor
- Mitzi	- Vestuario
- David Moore	- Coordinación de viaje
- Luz Elvia Galicia Nava	- Coordinación de escenario
- Jesús Navarro	- Artista invitado
- Joanne Oriti	- Personal
- Raúl Ornelas	- Compositor
- Arturo Ortiz	- Teclados, director musical
- Carlos Quintana - Iluminación
- Ricardo Ramos	 - Guitarra
- Vivian Pimstein Ratinoff - Compositor
- Rafael Rebollar	 Video
- Jorge Rios	- Iluminación
- Francisco Navarette Rivera	- Compositor
- Silvio Donizeto Rodrigues	- Compositor
- Ivan Rodríguez	- Ingeniero de imagen
- Eddie Rosado	- Coros
- Stephanie Rudman - Logística
- Daniel Velázquez Ruiz	- Vestuario
- Luis Arturo Torres Sánchez	- Coordinador de producción
- Flavio Santander - Compositor
- Barnaby Sierra	 Electrician
- Thalia Sodi	- Compositor
- Alexandra Taveras	- Coros
- Edgar Torres	- Coordinador de producción
- Leonardo Verónica Vázquez - Coordinación de escenario
- Carlos Vera	- Peinado, maquillaje
- Abe Viera Sr	- Coordinación de escenario
- Kim Viera - Coros
- Timothy Walker - Técnico de escenario
- Derrick Wright - Batería

## Historial de lanzamiento
- CD+DVD

| País           | Fecha                   | Formato                   | Discográfica |
| -------------- | ----------------------- | ------------------------- | ------------ |
| México         | 12 de noviembre de 2013 | CD, DVD, Descarga digital | Sony Music   |
| México         | 20 de noviembre de 2013 | Disco Blu-ray             | Sony Music   |
| España         | 19 de noviembre de 2013 | CD, DVD, Descarga digital | Sony Music   |
| Estados Unidos | 25 de febrero de 2014   | Descarga digital          | Sony Music   |
| Estados Unidos | 12 de marzo de 2014     | CD                        | Sony Music   |
| Estados Unidos | 11 de febrero de 2014   | DVD                       | Sony Music   |
| Estados Unidos | 11 de febrero de 2014   | Disco Blu-ray             | Sony Music   |